# Okruzi Litve
Okruzi Litve jedinice su administrativne podjele. Republika Litva upravno je podijeljena na 10 upravnih jedinica razine okruga od 1994. godine. Granice okruga su donekle promijenjene 2000. godine. Okruzi se dalje dijele na prilično velike općine. Ukupno ima 60 općina, od kojih je 9 gradskih.
Svi okruzi nose ime po gradu koji je sjedište okruga.
Na čelu okruga su guverneri, koji nemaju velike ovlasti. Zbog toga se proteklih godina vode rasprave o svrsishodnosti postojeće upravne podjele i postoji prijedlog da od današnjih 10 okruga nastanu 5, okupljenih oko 5 velikih gradova Litve (gradovi s više od 100 000 stanovnika).

## Popis
| #   | Okrug                             | ! Sjedište  | ! Okrug u km² (poredak) | ! Stanovništvo 2001. | Stanovništvo 2008. | Stanovništvo po km² (poredak) | Općine |
| --- | --------------------------------- | ----------- | ----------------------- | -------------------- | ------------------ | ----------------------------- | --- |
| 1.  | Okrug Alytus (slušaj • info)      | Alytus      | 5425 (6)                | 187.769              | 177.040 (7)        | 32,6 (8)                      | - Grad Alytus - Općina Alytus - Općina Varena - Općina Druškininkaj - Općina Lazdijaj                                                            |
| 2.  | Okrug Kaunas (slušaj • info)      | Kaunas      | 8089 (3)                | 701.529              | 673.706 (2)        | 83,3 (2)                      | - Općina Birštonas - Općina Jonava - Općina Kaišiadoris - Grad Kaunas - Općina Kaunas - Općina Kedajnjaj - Općina Prijenaj - Općina Rasejnjaj    |
| 3.  | Okrug Klaipėda (slušaj • info)    | Klaipėda    | 5209 (7)                | 385.768              | 378.843 (3)        | 72,7 (3)                      | - Grad Klaipėda - Općina Klaipėda - Općina Kretinga - Općina Neringa - Grad Palanga - Općina Skuodas - Općina Šilutė                             |
| 4.  | Okrug Marijampolė (slušaj • info) | Marijampolė | 4463 (8)                | 188.634              | 181.219 (6)        | 40,6 (5)                      | - Općina Kalvarija - Općina Kazlu Ruda - Općina Marijampolė - Općina Šakiaj - Općina Vilkaviškis                                                 |
| 5.  | Okrug Panevėžis (slušaj • info)   | Panevežis   | 7881 (4)                | 299.990              | 284.235 (5)        | 36,1 (7)                      | - Općina Biržai - Općina Kupiškis - Grad Panevežis - Općina Panevėžys - Općina Pasvalys - Općina Rokiškis                                        |
| 6.  | Okrug Šiauliai (slušaj • info)    | Šiauliai    | 8540 (2)                | 370.096              | 349.876 (4)        | 41,0 (4)                      | - Općina Akmenė - Općina Joniškis - Općina Kelmė - Općina Pakruojis - Općina Radviliškis - Grad Šiauliai - Općina Šiauliai                       |
| 7.  | Okrug Tauragė (slušaj • info)     | Tauragė     | 4411 (9)                | 134.275              | 127.378 (10)       | 28,9 (9)                      | - Općina Jurbarkas - Općina Pagėgiai - Općina Šilalė - Općina Tauragė                                                                            |
| 8.  | Okrug Telšiai (slušaj • info)     | Telšiaj     | 4350 (10)               | 179.885              | 173.383 (8)        | 39,9 (6)                      | - Općina Mažeikiai - Općina Plungė - Općina Rietavas - Općina Telšiai                                                                            |
| 9.  | Okrug Utena (slušaj • info)       | Utena       | 7201 (5)                | 185.962              | 172.580 (9)        | 24,0 (10)                     | - Općina Anykščiaj - Općina Ignalina - Općina Molėtaj - Općina Utena - Grad Visaginas - Općina Zarasaj                                           |
| 10. | Okrug Vilnius (slušaj • info)     | Vilnius     | 9729 (1)                | 850.064              | 848.097 (1)        | 87,2 (1)                      | - Općina Elektrėnaj - Općina Šalčininkaj - Općina Širvintos - Općina Švenčionis - Općina Trakai - Općina Ukmergė - Grad Vilnius - Općina Vilnius |